# Eleições autárquicas portuguesas de 1985 no distrito de Viana do Castelo
| Eleições autárquicas portuguesas de 1985 Distritos: Aveiro \| Beja \| Braga \| Bragança \| Castelo Branco \| Coimbra \| Évora \| Faro \| Guarda \| Leiria \| Lisboa \| Portalegre \| Porto \| Santarém \| Setúbal \| Viana do Castelo \| Vila Real \| Viseu \| Açores \| Madeira |

## Resultados por concelho
Os resultados nos concelhos do distrito de Viana do Castelo foram os seguintes:

### Arcos de Valdevez
| Partido                 | Partido                       | Votos  | %               | +/-   | Vereadores | +/-     |
| ----------------------- | ----------------------------- | ------ | --------------- | ----- | ---------- | ------- |
|                         | Partido Social Democrata      | 7 607  | 51,80 / 100,00  | 10,97 | 5 / 7      | 2       |
|                         | Partido Socialista            | 2 840  | 19,34 / 100,00  | 3,42  | 1 / 7      | 1       |
|                         | Centro Democrático Social     | 2 705  | 18,42 / 100,00  | 8,57  | 1 / 7      | 1       |
|                         | Aliança Povo Unido            | 500    | 3,40 / 100,00   | 1,80  | 0 / 7      | Estável |
|                         | Partido Renovador Democrático | 460    | 3,13 / 100,00   | Novo  | 0 / 7      | Novo    |
| Votos Inválidos         | Votos Inválidos               | 573    | 3,90 / 100,00   | 0,33  |            |         |
| Total                   | Total                         | 14 685 | 100,00 / 100,00 |       | 7 / 7      |         |
| Eleitorado/Participação | Eleitorado/Participação       | 23 575 | 62,29 / 100,00  | 1,07  |            |         |

### Caminha
| Partido                 | Partido                  | Votos  | %               | +/-  | Vereadores | +/-     |
| ----------------------- | ------------------------ | ------ | --------------- | ---- | ---------- | ------- |
|                         | Partido Socialista       | 4 686  | 49,17 / 100,00  | 5,98 | 4 / 7      | 1       |
|                         | Partido Social Democrata | 4 141  | 43,45 / 100,00  | -    | 3 / 7      | -       |
|                         | Aliança Povo Unido       | 434    | 4,55 / 100,00   | 4,08 | 0 / 7      | Estável |
| Votos Inválidos         | Votos Inválidos          | 270    | 2,83 / 100,00   | 0,11 |            |         |
| Total                   | Total                    | 9 531  | 100,00 / 100,00 |      | 7 / 7      |         |
| Eleitorado/Participação | Eleitorado/Participação  | 12 958 | 73,55 / 100,00  | 0,33 |            |         |

### Melgaço
| Partido                 | Partido                  | Votos  | %               | +/-   | Vereadores | +/-     |
| ----------------------- | ------------------------ | ------ | --------------- | ----- | ---------- | ------- |
|                         | Partido Socialista       | 4 204  | 69,21 / 100,00  | 13,82 | 5 / 7      | 1       |
|                         | Partido Social Democrata | 1 500  | 24,70 / 100,00  | 11,89 | 2 / 7      | 1       |
|                         | Aliança Povo Unido       | 129    | 2,12 / 100,00   | 0,72  | 0 / 7      | Estável |
| Votos Inválidos         | Votos Inválidos          | 241    | 3,96 / 100,00   | 1,18  |            |         |
| Total                   | Total                    | 6 074  | 100,00 / 100,00 |       | 7 / 7      |         |
| Eleitorado/Participação | Eleitorado/Participação  | 10 509 | 57,80 / 100,00  | 2,43  |            |         |

### Monção
| Partido                 | Partido                       | Votos  | %               | +/-   | Vereadores | +/-     |
| ----------------------- | ----------------------------- | ------ | --------------- | ----- | ---------- | ------- |
|                         | Partido Social Democrata      | 5 274  | 41,36 / 100,00  | 19,88 | 4 / 7      | 3       |
|                         | Centro Democrático Social     | 3 950  | 30,98 / 100,00  | 12,55 | 2 / 7      | 2       |
|                         | Partido Socialista            | 2 233  | 17,51 / 100,00  | 8,25  | 1 / 7      | 1       |
|                         | Aliança Povo Unido            | 334    | 2,62 / 100,00   | 0,51  | 0 / 7      | Estável |
|                         | Partido Renovador Democrático | 311    | 2,44 / 100,00   | Novo  | 0 / 7      | Novo    |
|                         | Partido Popular Monárquico    | 208    | 1,63 / 100,00   | 0,63  | 0 / 7      | Estável |
| Votos Inválidos         | Votos Inválidos               | 441    | 3,46 / 100,00   | 1,40  |            |         |
| Total                   | Total                         | 12 751 | 100,00 / 100,00 |       | 7 / 7      |         |
| Eleitorado/Participação | Eleitorado/Participação       | 18 772 | 67,93 / 100,00  | 0,83  |            |         |

### Paredes de Coura
| Partido                 | Partido                       | Votos | %               | +/-  | Vereadores | +/-     |
| ----------------------- | ----------------------------- | ----- | --------------- | ---- | ---------- | ------- |
|                         | Partido Socialista            | 2 608 | 47,14 / 100,00  | 5,67 | 3 / 5      | Estável |
|                         | Partido Social Democrata      | 1 454 | 26,28 / 100,00  | -    | 2 / 5      | -       |
|                         | Partido Renovador Democrático | 520   | 9,40 / 100,00   | Novo | 0 / 5      | Novo    |
|                         | Aliança Povo Unido            | 503   | 9,09 / 100,00   | 5,76 | 0 / 5      | 1       |
|                         | Centro Democrático Social     | 264   | 4,77 / 100,00   | -    | 0 / 5      | -       |
| Votos Inválidos         | Votos Inválidos               | 184   | 3,33 / 100,00   | 0,89 |            |         |
| Total                   | Total                         | 5 533 | 100,00 / 100,00 |      | 5 / 5      |         |
| Eleitorado/Participação | Eleitorado/Participação       | 8 811 | 62,80 / 100,00  | 0,34 |            |         |

### Ponte da Barca
| Partido                 | Partido                       | Votos  | %               | +/-   | Vereadores | +/-     |
| ----------------------- | ----------------------------- | ------ | --------------- | ----- | ---------- | ------- |
|                         | Partido Social Democrata      | 3 628  | 49,27 / 100,00  | -     | 4 / 7      | -       |
|                         | Centro Democrático Social     | 1 950  | 26,48 / 100,00  | -     | 2 / 7      | -       |
|                         | Partido Socialista            | 1 234  | 16,76 / 100,00  | 17,26 | 1 / 7      | 1       |
|                         | Partido Renovador Democrático | 207    | 2,81 / 100,00   | Novo  | 0 / 7      | Novo    |
|                         | Aliança Povo Unido            | 117    | 1,59 / 100,00   | 1,66  | 0 / 7      | Estável |
| Votos Inválidos         | Votos Inválidos               | 227    | 3,09 / 100,00   | 1,73  |            |         |
| Total                   | Total                         | 7 363  | 100,00 / 100,00 |       | 7 / 7      | 2       |
| Eleitorado/Participação | Eleitorado/Participação       | 10 655 | 69,10 / 100,00  | 2,32  |            |         |

### Ponte de Lima
| Partido                 | Partido                       | Votos  | %               | +/-   | Vereadores | +/-     |
| ----------------------- | ----------------------------- | ------ | --------------- | ----- | ---------- | ------- |
|                         | Centro Democrático Social     | 10 255 | 42,57 / 100,00  | -     | 3 / 7      | -       |
|                         | Partido Social Democrata      | 8 625  | 35,81 / 100,00  | -     | 3 / 7      | -       |
|                         | Partido Socialista            | 2 606  | 10,82 / 100,00  | 12,27 | 1 / 7      | 1       |
|                         | Aliança Povo Unido            | 1 058  | 4,39 / 100,00   | 2,67  | 0 / 7      | Estável |
|                         | Partido Renovador Democrático | 805    | 3,34 / 100,00   | Novo  | 0 / 7      | Novo    |
| Votos Inválidos         | Votos Inválidos               | 738    | 3,06 / 100,00   | 2,43  |            |         |
| Total                   | Total                         | 24 087 | 100,00 / 100,00 |       | 7 / 7      |         |
| Eleitorado/Participação | Eleitorado/Participação       | 31 507 | 76,45 / 100,00  | 1,87  |            |         |

### Valença
| Partido                 | Partido                      | Votos  | %               | +/-   | Vereadores | +/-     |
| ----------------------- | ---------------------------- | ------ | --------------- | ----- | ---------- | ------- |
|                         | Partido Social Democrata     | 4 534  | 64,24 / 100,00  | 34,84 | 5 / 7      | 3       |
|                         | Partido Socialista           | 1 042  | 14,76 / 100,00  | 9,23  | 1 / 7      | 1       |
|                         | Centro Democrático Social    | 836    | 11,84 / 100,00  | 13,31 | 1 / 7      | 1       |
|                         | Aliança Povo Unido           | 218    | 3,09 / 100,00   | 0,76  | 0 / 7      | Estável |
|                         | Partido da Democracia Cristã | 200    | 2,83 / 100,00   | -     | 0 / 7      | -       |
| Votos Inválidos         | Votos Inválidos              | 228    | 3,23 / 100,00   | 1,18  |            |         |
| Total                   | Total                        | 7 058  | 100,00 / 100,00 |       | 7 / 7      |         |
| Eleitorado/Participação | Eleitorado/Participação      | 10 846 | 65,07 / 100,00  | 4,70  |            |         |

### Viana do Castelo
| Partido                 | Partido                       | Votos  | %               | +/-  | Vereadores | +/-  |
| ----------------------- | ----------------------------- | ------ | --------------- | ---- | ---------- | ---- |
|                         | Partido Social Democrata      | 14 911 | 35,97 / 100,00  | -    | 4 / 9      | -    |
|                         | Partido Renovador Democrático | 7 379  | 17,80 / 100,00  | Novo | 2 / 9      | Novo |
|                         | Aliança Povo Unido            | 6 912  | 16,67 / 100,00  | 1,80 | 1 / 9      | 1    |
|                         | Centro Democrático Social     | 5 162  | 12,45 / 100,00  | -    | 1 / 9      | -    |
|                         | Partido Socialista            | 5 045  | 12,17 / 100,00  | -    | 1 / 9      | -    |
|                         | União Democrática Popular     | 276    | 0,67 / 100,00   | -    | 0 / 9      | -    |
| Votos Inválidos         | Votos Inválidos               | 1 772  | 4,27 / 100,00   | 0,35 |            |      |
| Total                   | Total                         | 41 457 | 100,00 / 100,00 |      | 9 / 9      |      |
| Eleitorado/Participação | Eleitorado/Participação       | 60 919 | 68,05 / 100,00  | 6,47 |            |      |

### Vila Nova de Cerveira
| Partido                 | Partido                  | Votos | %               | +/-   | Vereadores | +/-     |
| ----------------------- | ------------------------ | ----- | --------------- | ----- | ---------- | ------- |
|                         | Partido Social Democrata | 3 103 | 62,11 / 100,00  | -     | 4 / 5      | -       |
|                         | Partido Socialista       | 1 415 | 28,32 / 100,00  | 12,22 | 1 / 5      | 1       |
|                         | Aliança Povo Unido       | 234   | 4,68 / 100,00   | 1,91  | 0 / 5      | Estável |
| Votos Inválidos         | Votos Inválidos          | 244   | 4,88 / 100,00   | 1,38  |            |         |
| Total                   | Total                    | 4 996 | 100,00 / 100,00 |       | 5 / 5      |         |
| Eleitorado/Participação | Eleitorado/Participação  | 7 103 | 70,34 / 100,00  | 6,50  |            |         |